# Alasmidonta raveneliana
Alasmidonta raveneliana е вид мида от семейство Unionidae. Видът е критично застрашен от изчезване.

## Разпространение
Разпространен е в САЩ (Северна Каролина и Тенеси).

## Описание
Популацията им е намаляваща.